# San Andrés del Rey
San Andrés del Rey è un comune spagnolo di 34 abitanti situato nella comunità autonoma di Castiglia-La Mancia.